# Општина Колашин
Општина Колашин припада сјеверном и средишњем подручју Црне Горе. Налази се на 954 метара надморске висине. Према резултатима пописа из 2023. године имала је 6.700 становника.

## Географија
По величини територије општина Колашин заузима шесто мјесто у Републици Црној Гори са површином од 894 km² .
Колашин се простире у горњим и средњим токовима ријека Таре и Мораче. Окружен је планинским гребенима и врховима планина: Сињајевине, Бјеласице, Комова и Вучја. Насеље Колашину су основали Турци 1651. као своје утврђење и караванску станицу од приморја према сјеверу.

## Насељена места
У општини се налази 77 насеља. Извршене су измене у броју насеља у општини у односу на стари Закон о територијалној организацији: нека насеља су модификовала своја имена: Горња Ровца Булатовићи, Осретци, Раичевина, Смрче и Церовице имају нова имена: Горња Ровца-Булатовићи, Осреци, Рајичевине, Смрчје и Церовица. Формиран је и један број нових насеља: Башање Брдо, Биочиновићи, Горњи Пажаљ, Доњи Пажаљ, Завраца, Поди и Рогоборе

## Становништво

### Национални састав становништва општине по попису 2023. године
| Национални састав (са уделом преко 1%)‍ | Национални састав (са уделом преко 1%)‍ | Национални састав (са уделом преко 1%)‍ | Национални састав (са уделом преко 1%)‍ | Национални састав (са уделом преко 1%)‍ |
| -------------------------------------- | -------------------------------------- | -------------------------------------- | -------------------------------------- | -------------------------------------- |
|                                        |                                        |                                        |                                        |                                        |
| Црногорци                              | Црногорци                              |                                        | 3.489                                  | 52,07%                                 |
| Срби                                   | Срби                                   |                                        | 2.821                                  | 42,10%                                 |
| остали                                 | остали                                 |                                        | 183                                    | 2,73%                                  |
| неизјашњени                            | неизјашњени                            |                                        | 208                                    | 3,10%                                  |
| укупно: 6.765                          |                                        |                                        |                                        |                                        |

### Национални састав становништва општине по попису 2011. године
| Национални састав (са уделом преко 1%)‍ | Национални састав (са уделом преко 1%)‍ | Национални састав (са уделом преко 1%)‍ | Национални састав (са уделом преко 1%)‍ | Национални састав (са уделом преко 1%)‍ |
| -------------------------------------- | -------------------------------------- | -------------------------------------- | -------------------------------------- | -------------------------------------- |
|                                        |                                        |                                        |                                        |                                        |
| Црногорци                              | Црногорци                              |                                        | 4.812                                  | 57,42%                                 |
| Срби                                   | Срби                                   |                                        | 2.996                                  | 35,75%                                 |
| остали                                 | остали                                 |                                        | 249                                    | 2,97%                                  |
| неизјашњени                            | неизјашњени                            |                                        | 323                                    | 3,85%                                  |
| укупно: 8.380                          |                                        |                                        |                                        |                                        |

### Верски састав становништва општине по попису 2023. године
| Верски састав (са уделом преко 1%)‍ | Верски састав (са уделом преко 1%)‍ | Верски састав (са уделом преко 1%)‍ | Верски састав (са уделом преко 1%)‍ | Верски састав (са уделом преко 1%)‍ |
| ---------------------------------- | ---------------------------------- | ---------------------------------- | ---------------------------------- | ---------------------------------- |
|                                    |                                    |                                    |                                    |                                    |
| Православци                        | Православци                        |                                    | 6.355                              | 94,85%                             |
| атеисти и агностици                | атеисти и агностици                |                                    | 117                                | 1,17%                              |
| остали                             | остали                             |                                    | 93                                 | 1,97%                              |
| неизјашњени                        | неизјашњени                        |                                    | 135                                | 2,01%                              |

### Верски састав становништва општине по попису 2011. године
| Верски састав (са уделом преко 1%)‍ | Верски састав (са уделом преко 1%)‍ | Верски састав (са уделом преко 1%)‍ | Верски састав (са уделом преко 1%)‍ | Верски састав (са уделом преко 1%)‍ |
| ---------------------------------- | ---------------------------------- | ---------------------------------- | ---------------------------------- | ---------------------------------- |
|                                    |                                    |                                    |                                    |                                    |
| Православци                        | Православци                        |                                    | 7.795                              | 93,02%                             |
| атеисти и агностици                | атеисти и агностици                |                                    | 80                                 | 0,95%                              |
| остали                             | остали                             |                                    | 357                                | 4,26%                              |
| неизјашњени                        | неизјашњени                        |                                    | 148                                | 1,77%                              |

### Језички састав становништва општине по попису 2023. године
| Језички састав (са уделом преко 1%)‍ | Језички састав (са уделом преко 1%)‍ | Језички састав (са уделом преко 1%)‍ | Језички састав (са уделом преко 1%)‍ | Језички састав (са уделом преко 1%)‍ |
| ----------------------------------- | ----------------------------------- | ----------------------------------- | ----------------------------------- | ----------------------------------- |
|                                     |                                     |                                     |                                     |                                     |
| Српски језик                        | Српски језик                        |                                     | 3.903                               | 58,25%                              |
| Црногорски језик                    | Црногорски језик                    |                                     | 2.330                               | 34,78%                              |
| Српско-хрватски                     | Српско-хрватски                     |                                     | 180                                 | 2,69%                               |
| остали                              | остали                              |                                     | 116                                 | 1,73%                               |
| неизјашњени                         | неизјашњени                         |                                     | 157                                 | 2,34%                               |

## Саобраћајна повезаност
Колашин има повољан туристичко географски положај и сврстава се у значајан транзитни туристички центар у Црној Гори, јер кроз њега пролази пруга Београд—Бар, као и магистрални пут Подгорица—Београд.
Удаљеност Колашина од неких важнијих локација у Црној Гори и околним земљама:
- Аеродром Голубовци 80
- Лука Бар 150
- Подгорица 75
- Београд 395
- Нови Сад 470
- Ниш 340
- Сарајево 400
- Загреб 737
- Дубровник 220
- Љубљана 945
- Скопље 300

## Туризам
Колашин многи називају и ваздушном бањом имајући притом у виду изванредне и веома повољне климатске услове.
Подручју Колашина изузетну вриједност дају планине које га окружују. Све те планине су испресијецане планинарским трансверзалама којима се, нарочито љети, крећу планинари и излетници, одлазећи у посјету појединим предјелима. Посебно их привлаче врхови којих на овим планинама има заиста много. На Сињајевини је најпознатији Јабланов врх (2.203 m), на Бјеласици Троглава (2.075 m) и Зекова Глава (2.116 m), затим Комови (2.484 m) и др. Неке од ових планина, као Бјеласица, обилују изузетним теренима за смучање, који се налазе на свега пар километара од града.
Посебно мјесто међу природним љепотама су пејзажи кањона, планинских љепотица ријека Таре, Мораче и Мртвице.
У Колашину се налази јединствена ботаничка башта која представља прави драгуљ у погледу флоре континенталног дијела Црне Горе.

### Биоградска гора и Биоградско језеро
Најзначајнија локална атракција је национални парк Биоградска гора који се налази између планинских врхова Бјеласице и заузима површину од 4.000 ha, од чега је под шумом око 2.600 ha, а остатак чине планински пашњаци и ливаде. Биоградска гора представља једну од три последње прашуме у Европи. У средишту Националног парка налази се Биоградско језеро које је прави бисер планине Бјеласице, а припада глупи ледничких језера који се у народу још и зову „горске очи”.

## Манастир Морача
На подручју Колашина постоји доста значајних културно-историјских споменика из старије прошлости, који су одавно нашли значајно мјесто у историји и нашој културној баштини. Најзначајнији од тих споменика је манастир Морача који се налази на десној обали истоимене ријеке. Сазидан је 1252. године. Подигао га је Стеван, син Вуканов а унук Стевана Немање. У манастиру се налази фреска „Гавран храни пророка Илију”.

## Спорт
У Колашину постоји неколико успјешних спортских колектива међу којима се издвојио кошаркашки клуб Горштак, који је изњедрио неколико врхунских спортиста међу којима је најпознатији Владо Шћепановић.